# Slow It Down
A Slow It Down című dal az angol East 17 nevű fiúcsapat negyedik kimásolt kislemeze a Walthamstow című albumról.

## Megjelenések
7"  London Records – LONP 339
- A	Slow It Down (Perpetual Motion) - 4:47
- B	Deep (Dark Mix) - 4:43 Remix – Mykaell Riley

## Slágerlista
| Slágerlista (1993)                           | Legjobb helyezés |
| -------------------------------------------- | ---------------- |
| Írország (IRMA)                              | 12               |
| Izrael (Media Forest)                        | 1                |
| Litvánia (EHR)                               | 8                |
| Hollandia (Single Top 100)                   | 50               |
| Egyesült Királyság (Official Charts Company) | 13               |